# Physostegania costimacula
Physostegania costimacula là một loài bướm đêm trong họ Geometridae.